# Éva ou les Carnets secrets d'une jeune fille
Pour les articles homonymes, voir Eva.
Pour plus de détails, voir Fiche technique et Distribution.
Éva ou les Carnets secrets d'une jeune fille (Die Halbzarte) est un film autrichien de Rolf Thiele, sorti en 1959.

## Synopsis
À Vienne, la famille Dassau vit modestement. Ce sont des artistes. La mère compose de petites romances musicales, le père écrit des romans policiers, le benjamin jongle avec tout ce qui lui tombe sous la main, la cadette dessine et peint, quant à l’aînée, Nicole, vendeuse dans une librairie, elle écrit de charmants poèmes à l’eau de rose.
Mais voilà que le succès d’un roman érotique très osé écrit par une jeune fille de 17 ans donne à Nicole Dassau une idée qui pourrait remédier à l’impécuniosité familiale. Elle décide d’écrire, incognito, une pièce de théâtre qui traitera de sexe, et rien que de sexe, et qui s’appellera scandaleusement « Les mémoires d’une jeune fille de 17 ans ». La pièce remporte un vif succès, mais le nom de l’auteur reste un secret bien gardé. Jusqu’au jour où un critique new-yorkais vient à Vienne acheter les droits pour Broadway et Hollywood. Il y met une condition : rencontrer l’auteur.

## Fiche technique
- Titre original : Die Halbzarte
- Titre français : Éva ou les Carnets secrets d'une jeune fille
- Autres titres : Carnets intimes de jeune fille / Éva ou Carnets de jeune fille / Éva ou les Carnets secrets d'une jeune fille
- Réalisation : Rolf Thiele
- Scénario : Hans Jacoby et Fritz Rotter
- Photographie : Klaus von Rautenfeld
- Montage : Henny Brünsch
- Musique : Hans-Martin Majewski
- Production : Karl Ehrlich
- Sociétés de distribution : Impéria (France)
- Pays d'origine :  Autriche
- Format : Couleurs – 35 mm – 1,37:1 – Mono
- Genre : Comédie
- Durée : 92 minutes
- Dates de sortie : 
  - Allemagne de l'Ouest : 11 février 1959
  - France : mars 1960

## Distribution
- Romy Schneider : Nicole Dassau
- Carlos Thompson : Irving
- Magda Schneider : Mme Dassau
- Josef Meinrad : M. Dassau
- Gertraud Jesserer : Brigitte Dassau
- Alfred Costas : Thomas Dassau
- Erni Mangold : Mizzi Schranz

## Distinctions
Le film a été présenté en sélection officielle en compétition au Festival de Cannes 1959.

## Critiques
« Cette comédie viennoise est écrite dans un style mouvementé où la caméra semble jouer un pas de valse qui ne manque pas d'être naïf et fatigant. Quelques bonnes scènes et une satire sur ces romancières à la mode dont l'âge tendre ose aborder les sujets les plus pornographiques. Une interprétation un peu forcée, accusée par le style comique »